# Casandria pamela
Casandria pamela är en fjärilsart som beskrevs av William Schaus 1906. Casandria pamela ingår i släktet Casandria och familjen nattflyn. Inga underarter finns listade i Catalogue of Life.